# 프로뱅스
프로뱅스(프랑스어: provinces)는 앙시엥 레짐 시절 프랑스의 상급행정구역이다. 1790년 3월 4일 데파르망 체제로 대체되며 폐지되었다.
프랑스에서 프로뱅스의 위상은 잉글랜드의 백국의 역할과 거의 일치한다. 두 체제는 모두 국왕 이하 반독립적인 봉신들의 봉읍으로써 수백년 간 존재하던 것이 그대로 행정구역으로 굳어진 것이라는 공통점을 갖는다. 그렇기 때문에 각 프로뱅스들은 봉읍 시절부터 가지고 있던 자체적인 전통, 법률, 조세제도를 갖추고 있었고 이것은 파리 중심의 중앙집권된 행정에 장애가 되었다. 그래서 프랑스 혁명 때 행정일원화를 추진하는 한편 구귀족들의 지지기반을 무너뜨리기 위해 위해 프로뱅스를 폐지하고 데파르망을 신설한 것이다.
오늘날 데파르망의 상급단위인 레지옹(지역권)들 중 옛 프로뱅스와 이름을 공유하고 경계도 거의 비슷한 것들이 몇 개 있다.

## 목록

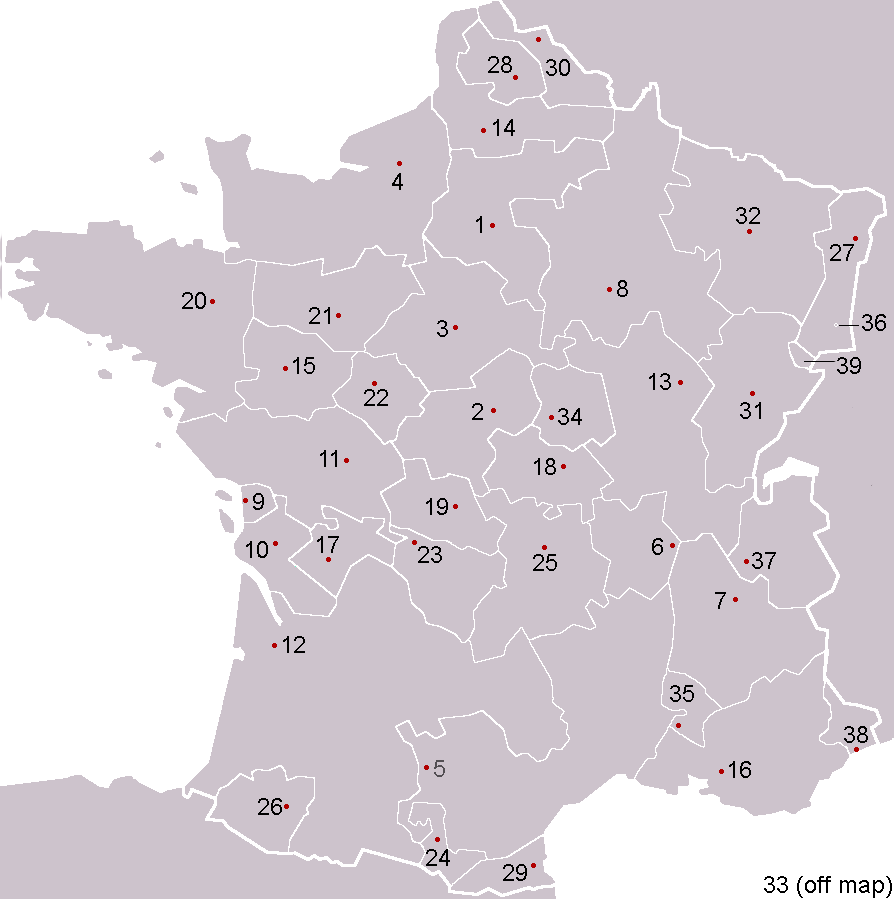
1789년 기준 프랑스의 프로뱅스들.

| #  | 위치 | 문장 | 이름          | 주도         | 기원 봉읍                                  | 비고                                                           |
| -- | ---- | ---- | ------------- | ------------ | ------------------------------------------ | -------------------------------------------------------------- |
| 1  |      |      | 일드프랑스    | 파리         | 왕령지                                     | 파리 고등법원 소재.                                            |
| 2  |      |      | 베리          | 부르주       |                                            |                                                                |
| 3  |      |      | 오를레아네    | 오를레앙     |                                            |                                                                |
| 4  |      |      | 노르망디      | 루앙         | 노르망디 공국                              | 루앙 고등법원 소재.                                            |
| 5  |      |      | 랑그도크      | 툴루즈       | 툴루즈 백국                                | 툴루즈 고등법원 소재.                                          |
| 6  |      |      | 리요네        | 리옹         |                                            |                                                                |
| 7  |      |      | 도피네        | 그르노블     | 알봉 백국. 왕세자령지.                     | 그르노블 고등법원 소재.                                        |
| 8  |      |      | 샹파뉴        | 트루아       | 샹파뉴 백국                                |                                                                |
| 9  |      |      | 오니          | 라로셸       |                                            |                                                                |
| 10 |      |      | 생토뉴        | 생트         |                                            |                                                                |
| 11 |      |      | 푸아투        | 푸아티에     | 푸아투 백국                                |                                                                |
| 12 |      |      | 기옌-가스코뉴 | 보르도       | 아키텐 공국                                | 보르도 고등법원 소재.                                          |
| 13 |      |      | 부르고뉴      | 디종         | 부르고뉴 공국                              | 디종 고등법원 소재.                                            |
| 14 |      |      | 피카르디      | 아미앵       |                                            |                                                                |
| 15 |      |      | 앙주          | 앙제         | 앙주 백국                                  |                                                                |
| 16 |      |      | 프로방스      | 엑상프로방스 | 프로방스 백국                              | 엑상프로방스 고등법원 소재.                                    |
| 17 |      |      | 앙구무아      | 앙굴렘       | 앙굴렘 백국                                |                                                                |
| 18 |      |      | 부르보네      | 물랭         | 부르봉 공국                                |                                                                |
| 19 |      |      | 마르슈        | 게레         | 라마르슈 백국                              |                                                                |
| 20 |      |      | 브르타뉴      | 렌           | 브르타뉴 공국                              | 렌 고등법원 소재.                                              |
| 21 |      |      | 멘            | 르망         | 멘 백국                                    |                                                                |
| 22 |      |      | 투렌          | 투르         | 투렌 공국                                  |                                                                |
| 23 |      |      | 리무쟁        | 리모주       | 리무쟁 자국                                |                                                                |
| 24 |      |      | 푸아          | 푸아         | 푸아 백국                                  |                                                                |
| 25 |      |      | 오베르뉴      | 클레르몽페랑 | 오베르뉴 백국                              |                                                                |
| 26 |      |      | 베아른        | 포           |                                            | 포 고등법원 소재.                                              |
| 27 |      |      | 알자스        | 스트라스부르 | 슈바벤 공국                                | 콜마르에 알자스 주권자참사원 소재.                             |
| 28 |      |      | 아르투아      | 아라스       | 아르투아 백국                              |                                                                |
| 29 |      |      | 루시용        | 페르피냥     | 루시용 백국                                | 페르피냥 고등법원 소재.                                        |
| 30 |      |      | 플랑드르-에노 | 릴           | 플랑드르 백국                              | 두에에 플랑드르 고등법원 소재.                                 |
| 31 |      |      | 프랑슈콩테    | 브장송       | 부르고뉴 백국                              | 브장송 고등법원 소재.                                          |
| 32 |      |      | 로렌          | 낭시         | 로트링겐 공국                              | 낭시 고등법원, 메스 고등법원 소재                              |
| 33 |      |      | 코르시카      | 아작시오     |                                            | 바스티아에 주권자참사원 소재.                                  |
| 34 |      |      | 니베르네      | 느베르       | 느베르 공국                                |                                                                |
| 35 |      |      | 브네셍        | 아비뇽       | 교황령                                     | 프랑스 왕국 시절에는 프랑스 영토가 아니었으나 현재는 프랑스령. |
| 36 |      |      | 뮐루즈        | 뮐루즈       | 뮐하우젠 자유시 (신성로마황제의 봉신)      | 프랑스 왕국 시절에는 프랑스 영토가 아니었으나 현재는 프랑스령. |
| 37 |      |      | 사부아        | 샹베리       | 사보이아 공국 (사르데냐왕의 봉신)          | 프랑스 왕국 시절에는 프랑스 영토가 아니었으나 현재는 프랑스령. |
| 38 |      |      | 니스          | 니스         | 니차 백국 (사르데냐왕의 봉신)              | 프랑스 왕국 시절에는 프랑스 영토가 아니었으나 현재는 프랑스령. |
| 39 |      |      | 몽벨리아르    | 몽벨리아르   | 묌펠가르트 백국 (뷔르템베르크 공작의 봉신) | 프랑스 왕국 시절에는 프랑스 영토가 아니었으나 현재는 프랑스령. |

## 같이 보기
- 문장 (상징)
- 문장학